# Dr. Chi
Dr. Chi je drugi skupni studijski album Tone Janša Quarteta in Woodyja Shawa, ki je izšel leta 1989 pri založbi Timeless Records. Album je bil posnet julija 1986 v Studiu 26 Radia Ljubljana.

## Sprejem
Kritik spletnega portala AllMusic, Steve Loewy, je v retrospektivni recenziji o albumu zapisal: »To čudovito sodelovanje med ameriškim trobentačem Woodyjem Shawom in Tone Janša Quartetom deluje na skoraj vsaki ravni. Janša si deli prvo linijo s trobentačem in z vsemi svojimi instrumenti ustvarja popolen kontrast Shawu. Janševe tekoče vodene linije se lepo ujemajo s Shawovimi koncepti. /.../ Shaw je v odlični formi in v zraku je prisotna energija, ki napaja vsako skladbo. Velikodušen čas snemanja, skupaj z odličnim izborom melodij (štiri Janševe, izvrstna »Dr. Chi« in razburljiva »Zoltan«, ki ju je napisal Shaw) in dobro kvaliteto posnetkov ustvarja to popolnoma uglašeno doživetje. Močen dodatek Shawovi in Janševi diskografiji in dobra predstavitev saksofonistovega dela. Škoda, ker ni predgovora ali informacij o glasbenikih ali okoliščinah, v katerih je bil album posnet /.../. Škoda, ker gre skoraj za klasično snemanje.«

## Seznam skladb
Avtor vseh kompozicij je Tone Janša, razen kjer je posebej napisano.
| Št. | Naslov                 | Dolžina |
| --- | ---------------------- | ------- |
| 1.  | „Dr. Chi‟ (Woody Shaw) | 15:19   |
| 2.  | „Odra‟                 | 8:04    |
| 3.  | „Stroll and Flight‟    | 12:33   |
| 4.  | „Nostalgia‟            | 3:48    |
| 5.  | „Chain‟                | 8:48    |
| 6.  | „Zoltan‟ (Shaw)        | 8:32    |

## Zasedba
- Woody Shaw – trobenta, krilnica
- Tone Janša – tenor saksofon, sopran saksofon, flavta
- Renato Chicco – klavir
- Peter Herbert – bas
- Alexander Deutsch – bobni

## Produkcija
- Producenti: Dečo Žgur, Tone Janša, Wim Wigt
- Tonski mojster: Borivoj Savicki
- Asistent: Martin Žvelc
- Fotografija: Hans Harzheim
- Oblikovanje, ilustracija na naslovnici: Joost Leijen